# قطعنامه ۱۳۷۱ شورای امنیت
قطعنامه ۱۳۷۱ شورای امنیت سازمان ملل متحد که در تاریخ ۲۶ سپتامبر ۲۰۰۱ تصویب شد، سندی بین‌المللی دربارهٔ بررسی وضعیت در یوگسلاوی سابق و جمهوری مقدونیه است. این قطعنامه طی نشست ۴۳۸۱ام با ۱۵ رای موافق، ۰ مخالف و ۰ ممتنع تصویب شد.